# Museo risorgimentale Duca d'Aosta
Il Museo Risorgimentale "Duca d'Aosta" di Sanluri è un importante spazio espositivo aperto al pubblico nel 1927 presso il Castello di Eleonora d'Arborea per volere del Duca Invitto il comandante della III Armata Emanuele Filiberto di Savoia-Aosta come omaggio in onore ai sardi caduti in guerra per il compimento dell'Unità d'Italia.

## Storia
Il museo nacque in seguito alla decisione del duca d'Aosta Emanuele Filiberto di donare al generale Nino Villa Santa, suo amico, personali cimeli del Risorgimento e della Grande Guerra che il Duca conservava al Museo nazionale di Capodimonte a Napoli.
Dopo avergli esplicitato le sue intenzioni, Emanuele Filiberto consegnò al generale Villa Santa (poi creato conte nel 1946) il compito di trovare un luogo adatto all'allestimento del museo in Sardegna. La scelta della Sardegna derivò dalla stima che questa regione avesse dato, in proporzione, il maggior contributo di sangue nella Grande Guerra. Villa Santa identificò tale posto con l'importante Castello di Sanluri, che diventò quindi, previ pesanti restauri durati anni, nel 1927, sede del museo. Lo stesso Villa Santa volle dedicarlo proprio al duca d'Aosta.
L'area museale venne poi ampliata da entrambe le personalità arrivando ad includere non solo pezzi relativi al periodo risorgimentale e della Prima Guerra Mondiale ma anche al periodo della Seconda guerra mondiale, del Regime fascista e del Colonialismo italiano.

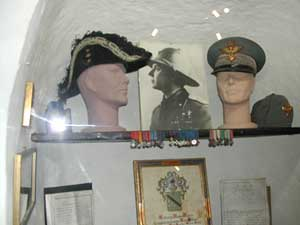
una bacheca del museo.

## Le esposizioni
Tutti i cimeli storici del museo relativi al Risorgimento ed alla Prima Guerra Mondiale, incluse armi, bandiere storiche, equipaggiamenti militari ed altri cimeli di rilevanza storico-militare, sono conservati nel Salone delle Milizie, al piano terra del castello. Tra i pezzi più importanti conservati nel museo, il Tricolore storico che il 3 novembre del 1918 garrì per primo in una Trieste appena riconquistata dall'Italia ed il documento originale del Bollettino della Vittoria letto ufficialmente il 4 novembre 1918 dal Maresciallo d'Italia Armando Diaz, Comandante Supremo del Regio Esercito, alle truppe italiane ed all'Italia intera per la sua vittoria nella Grande Guerra.
Il resto della militaria conservata nel museo è riposta al primo piano del castello, nel Salone di Giustizia, con particolari ricordi delle guerre per la Libia, l'Eritrea e l'Etiopia.
Altri manufatti di più voluminosa entità sono invece conservati nel cortile del castello, dove sono collocati siluri ed altri pezzi di artiglieria. Inoltre il museo conserva anche una vasta raccolta di scritti, libri, giornali e documenti del tempo.